# رالستون (نبراسکا)
رالستون(به انگلیسی: Ralston) شهری در ایالت نبراسکا کشور ایالات متحده آمریکا است که جمعیت آن در سرشماری سال ۲۰۱۰ میلادی، ۵٬۹۴۳ نفر بوده‌است.